# 1953
Het jaar 1953 is een jaartal volgens de christelijke jaartelling.

## Gebeurtenissen
januari
- 1 - Het eerste Vierschansentoernooi gaat van start met de traditionele wedstrijd in het Duitse Garmisch-Partenkirchen.
- 7 - President Harry Truman kondigt aan dat de VS een waterstofbom ontwikkeld heeft
- 13 - Maarschalk Tito wordt gekozen tot president van Joegoslavië.
- 13 - Mijnramp in de mijnschacht L'Escouffiaux nabij Wasmes, 17 doden.
- 14 - De Consumentenbond wordt in Nederland opgericht.
- 20 - Generaal Dwight D. Eisenhower legt de eed af als 34e president van de Verenigde Staten.
- 21 - John Foster Dulles is daar de nieuwe minister van Buitenlandse Zaken geworden.
- 31 - Een zware noordwesterstorm laat vele dijken breken in de nacht van 31 januari op 1 februari, niet alleen in Zuidwest-Nederland (zie watersnood - 1836 doden) maar ook in België, Engeland en Noordwest-Duitsland.

februari
- 1 - Watersnood: zie hierboven onder 31 januari.
- 1 - Kees Broekman wordt in Hamar Europees schaatskampioen.
- 3 - Portugese kolonisten richten op Sao Tomé een bloedbad aan onder de Afrikaanse bevolking.
- 18 - De Nederlandse minister van Waterstaat Jacob Algera stelt de Deltacommissie in, die maatregelen moet voorbereiden ter versterking van de Zeeuwse en Zuid-Hollandse kust.

maart
- 6 - Na de dood van Jozef Stalin wordt Georgi Malenkov minister-president van de Sovjet-Unie; Kliment Vorosjilov wordt de nieuwe president.
- 12 - De watersnoodwedstrijd in Parijs. Deze wedstrijd, bedoeld als steun voor de slachtoffers van de watersnood en gespeeld tussen een Frans team en elf - in het buitenland spelende - Nederlandse profvoetballers, kan gezien worden als de aanleiding voor het betaald voetbal dat in 1954 van start zal gaan in Nederland. De Nederlanders winnen overigens met 1-2.
- 15 - De planetoïde 3156 Ellington wordt ontdekt.
- 26 - Het vaccin tegen Polio wordt aangekondigd.
- 28 - Slotuitzending, rechtstreeks vanuit het Concertgebouw in Amsterdam, van het radioprogramma Beurzen open, dijken dicht. Presentator Johan Bodegraven kan zes miljoen gulden overhandigen aan het Rampenfonds.
- maart - De Guatemalteekse regering van Jacobo Arbenz onteigent 84.000 ha. grond van de United Fruit Company ten behoeve van landloze boeren.

april
- 1 - Bij Maartensdijk wordt de laatste Nederlandse tolboom weggehaald.
- 9 - Prinses van België Josephine Charlotte, oudste dochter van koning Leopold III, treedt te Luxemburg in het huwelijk met prins Jan van Luxemburg. Ze zullen er later de groot-hertogen worden.
- 13 - Casino Royale, het eerste James Bondverhaal wordt uitgebracht.
- 25 - In het blad Nature maken Francis Crick en James D. Watson hun onderzoek naar de structuur van het DNA bekend. Deze vinding vormt het begin van de moleculaire biologie.
- 29 - Kopenhagen wordt door paus Pius XII verheven tot bisdom dat geheel Denemarken beslaat. Johannes Theodor Suhr wordt de eerste bisschop van Kopenhagen sinds de reformatie.

mei
- 6 - De eerste succesvolle toepassing van een hart-longmachine door de Amerikaanse arts John Gibbon. Hij opereert een vrouw met een afwijking aan het atrium.
- 15 - In Rotterdam wordt het beeld De verwoeste stad van Ossip Zadkine onthuld op Plein 1940 aan de Leuvehaven.
- 18 - In een door de Canadese luchtmacht ter beschikking gestelde F-86 Sabre straaljager vliegt Jackie Cochran als eerste vrouw door de geluidsbarrière.
- 28 - Bij referendum keuren de Denen de voorgestelde grondwetswijzigingen goed. De Deense Senaat, het Landsting, wordt afgeschaft. De aangenomen punten in het referendum zullen 5 juni in werking gesteld worden.
- 29 - Edmund Hillary en Tenzing Norgay bereiken als eersten de top van de Mount Everest.

juni

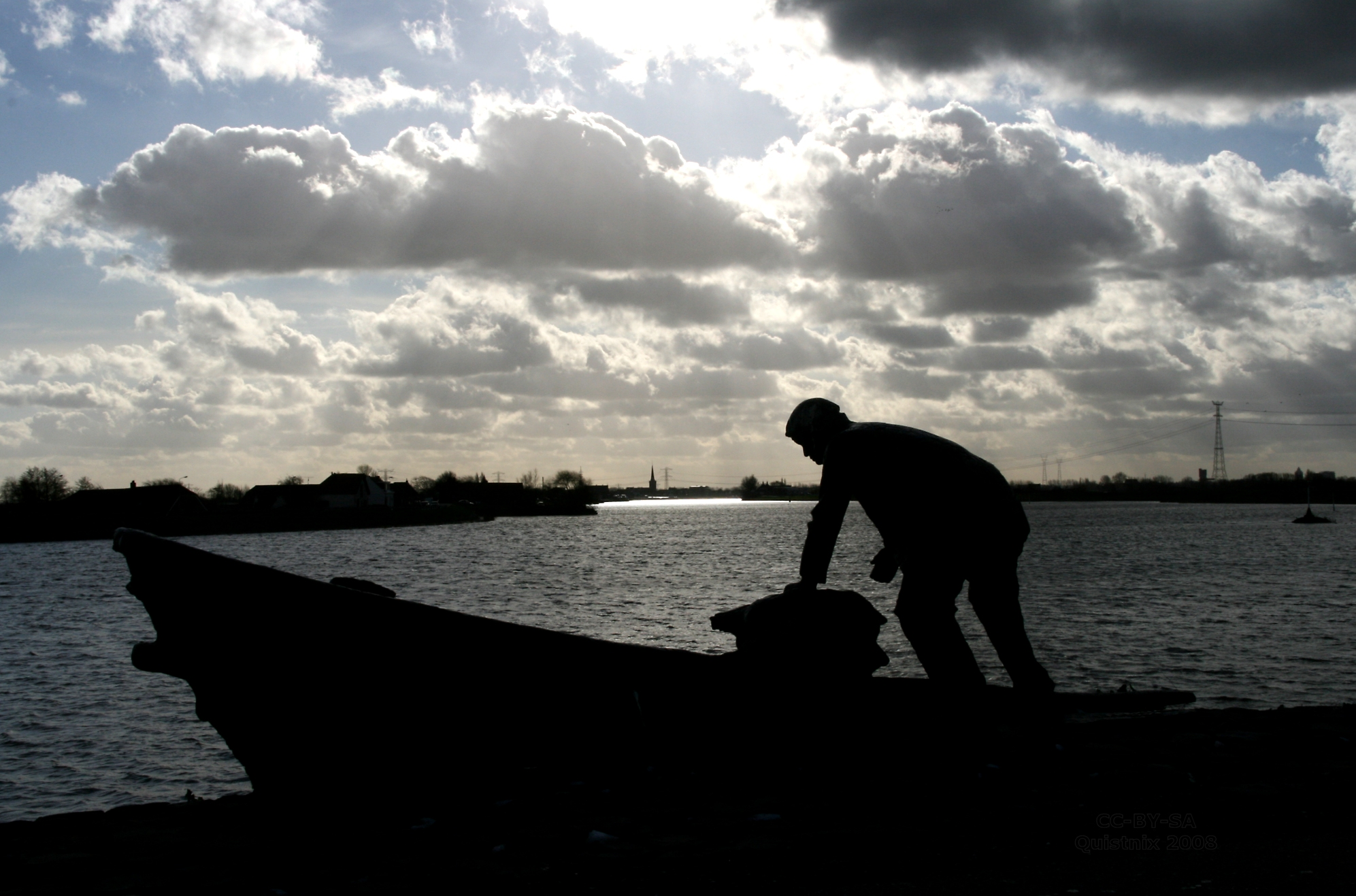
Watersnoodramp van 1953

- 2 - Elizabeth II van het Verenigd Koninkrijk wordt gekroond in Westminster Abbey.
- 3 - Als gevolg van een scheuring in de Gereformeerde Gemeenten ontstaan de Gereformeerde Gemeenten in Nederland.
- 5 - Afschaffing Landsting in Denemarken.
- 5 juni - In Rotterdam wordt, in de nog kale vlakte van het gebombardeerde stadshart, het Groothandelsgebouw van Huig Maaskant in gebruik genomen.
- 9 - Premier Daniël François Malan van Zuid-Afrika bezoekt Nederland.
- 13 - Generaal Gustavo Rojas Pinilla vestigt in Colombia een militaire dictatuur. Deze duurt tot 1957.
- 17 - In de Oost-Berlijnse Stalinallee beginnen onder bouwvakkers die daar aan het werk zijn stakingen tegen een algemene verhoging van de arbeidsnormen. Deze escaleren tot een volksopstand. Het Sovjetleger en de Vopos slaan de opstand met geweld neer.
- 19 - In de Sing Sing-gevangenis in New York worden Julius en Ethel Rosenberg geëlektrocuteerd wegens spionage voor de Sovjet-Unie.

juli
- 12 - Het Israëlische ministerie van buitenlandse zaken verplaatst zijn onderkomen van Tel Aviv naar Jeruzalem.
- 26- Nederland wint in de Ronde van Frankrijk het ploegenklassement.
- 26 - Op last van gouverneur John Howard Pyle van Arizona worden in het dorpje Short Creek alle mannen gearresteerd wegens polygamie, wat in hun Mormoonse gemeenschap geoorloofd is. De vrouwen en kinderen worden elders ondergebracht.
- 27 - Een wapenstilstand beëindigt de Korea-oorlog.

augustus
- 1 - In Nederland moeten bromfietsen voortaan gebruikmaken van het rijwielpad.
- 12 augustus - Op de Ionische eilanden van Griekenland vallen honderden doden bij een aardbeving.
- 19 - Door de Verenigde Staten gesteunde staatsgreep van generaal Zahedi in Iran.
- 20 - Sultan Mohammed V van Marokko wordt met zijn familie door de Franse regering verbannen naar Corsica.

september
- 1 - Frans violist Jacques Thibaud is een van de inzittenden van Air France-vlucht 178 die neerstort in de Franse Alpen en waar alle 42 inzittenden omkomen.
- september - Auguste Piccard duikt samen met zijn zoon Jacques in de duikboot Trieste bij het eiland Ponza naar een recorddiepte van 3150 meter.

oktober
- oktober - Bloedbad in Qibya door Unit 101 van het Israëlische defensieleger onder leiding van Ariel Sharon
- 6 - De deputatie van de provincie Limburg, besluit in Bokrijk een openluchtmuseum op te richten.
- 14 - Een Sabena-vliegtuig stort neer nabij Frankfurt, 44 doden.[1]
- 24 - In het Belgische Seraing komen 26 mensen om het leven bij een grauwvuurexplosie in de Ougrée-Marihayemijn.
- 25 - Voor de eerste keer wordt een voetbalwedstrijd uitgezonden op de Nederlandse televisie. Voor de rechten van Nederland-België betaalt de NTS vijfhonderd gulden aan de KNVB. Nederland telt dertigduizend televisietoestellen.
- 31 - Allereerste televisie-uitzending in België door het NIR, rechtstreeks vanuit het flagey-gebouw.

november
- 7 - In de nachtelijke uren wordt het gat in de dijk bij Ouwerkerk op Schouwen, het laatste dat na de ramp van 1 februari nog open was, gedicht.
- 20 - De Amerikaanse testpiloot Scott Crossfield vliegt als eerste tweemaal zo snel als het geluid.
- 20 - De Fransen landen bij Dien Bien Phu en stichten er een versterking.
- 21 - Het Britse museum van natuurlijke historie maakt bekend, dat de in 1912 gevonden Piltdown-mens in werkelijkheid een orang oetang is.

december
- 10 - De Nederlandse natuurkundige Frits Zernike ontvangt de Nobelprijs voor Natuurkunde.
- 20 - Oprichting van de NBVB, de Nederlandse Beroeps Voetbal Bond, als tegenhanger van de KNVB, de Koninklijke Nederlandse Voetbalbond, die zich blijft verzetten tegen betaald voetbal.
- 23 - De gevreesde Politiechef van de Sovjet-Unie, Lavrenti Beria, komt in het Kremlin op duistere wijze om het leven.
- 30 - In het Haarlems Concertgebouw neemt de sopraan Jo Vincent afscheid van het publiek.
- december - Lewis Strauss, voorzitter van de Atomic Energy Commission, vraagt de FBI om Robert Oppenheimer in de gaten te houden.
- december - Hugh Hefner publiceert het eerste nummer van het tijdschrift Playboy in de Verenigde Staten, met als centerfold een naaktfoto van Marilyn Monroe.

zonder datum
- In de loop van 1953 ontstaat in België de eerste zelfhulpgroep van de Anonieme Alcoholisten in de Brusselse Marollen. In 2003 viert men het vijftigjarig bestaan met meer dan 500 groepen en ruim 10.000 leden.
- In Nederland wordt de uitgifte van kentekens van motorrijtuigen overgeheveld van de provincies naar het Rijk. Het nationale kenteken krijgt twee letters en tweemaal twee cijfers.

- Bioscoopjournaal uit januari 1953. Opening van het badseizoen in Scheveningen op een koude, kille dag. Radio-verslaggever Dick van Rijn geeft ooggetuigeverslag.
- Bioscoopjournaal uit januari 1953. Vlootschouw van de Koninklijke Marine. Een man verkleed als Michiel Adriaenszoon de Ruyter laat zich, volledig in 17e-eeuwse stijl, in zijn admiraalssloep overvaren van zijn Amsterdamse woonhuis naar HMS Tromp en ontmoet daar de commandant en zijn officieren, admiraal Helfrich en de Amerikaanse acteur Tyrone Power.
- Bioscoopjournaal uit maart 1953. Beelden van locaties waaronder de IJ-tunnel zal worden aangelegd.
- Bioscoopjournaal van april 1953. Overzicht van de situatie op Schouwen-Duiveland kort na de Watersnoodramp.
- Bioscoopjournaal uit augustus 1953: Wederopbouw van de binnenstad van Eindhoven na WO II, geconcretiseerd in de renovatie van winkelcentrum "De Demer".
- Bioscoopjournaal uit augustus 1953. Ruim honderd kinderen doen op het strand van Zandvoort mee aan een wedstrijd bouwen met zand en maken kastelen, auto's en een krokodil. Een jury van volwassenen beoordeelt hun bouwsels.

## Muziek

### Klassieke muziek

#### Premières
- oktober: Aarre Merikanto: Symfonienr. 3 in een concert ter gelegenheid van zijn 60e verjaardag (½ jaar verlaat)
- 5 maart: Symfonie nr. 8 van Vagn Holmboe
- 23 april: de filmmuziek behorende bij Admiraal Oesjakov geschreven door Aram Chatsjatoerjan is voor het eerst in de bioscoop te horen
- 24 april: Symfonie nr. 6 van Karl Amadeus Hartmann
- 4 mei: The Mighty Casey, opera van William Schuman
- 2 juni: Arnold Bax: Coronation March tijdens de kroning van Elizabeth II van het Verenigd Koninkrijk
- 5 juli: Rudolf Escher: Le tombeau de Ravel
- 27 december: George Antheil: Capital of the world

### Populaire muziek
De volgende platen worden hits:
- Al Martino - Here in My Heart
- Bobbejaan Schoepen - Juffertje Vink
- Danny Kaye - Wonderful Copenhagen
- Dean Martin - That's amore.
- Eddy Christiani - Aan Het Strand Van Mooi Havanna, Rosemarie Polka en Wil Jij Een Beetje Van me Houden
- Frankie Laine - Answer me, Hey Joe, I Believe en Tell me a Story (met Jimmy Boyd)
- Kay Starr - Half a Photograph
- Les Paul & Mary Ford - I'm sitting on Top of The World, Lady of Spain en Vaya Con Dios
- Mario Lanza - Because You're Mine en Granada
- Max van Praag - Nou Tot Ziens en Vaya Con Dios
- Orkest Zonder Naam - Lentekind en Zeven Dagen Lang
- Patti Page - (How Much is) That Doggie in The Window
- Percy Faith - Song From Moulin Rouge
- Perry Como - Don't Let The Stars Get in Your Eyes
- De Ramblers - De Kleine Met de Mondharmonica en 'k Heb Maling Aan Geld
- Rosemary Clooney - The Continental
- Silvana Mangano - Anna
- Vera Lynn - We'll Meet Again
- Yves Montand - Grands Boulevards

## Beeldende kunst
- Op 15 mei wordt in Rotterdam het beeld De Verwoeste Stad van Ossip Zadkine onthuld

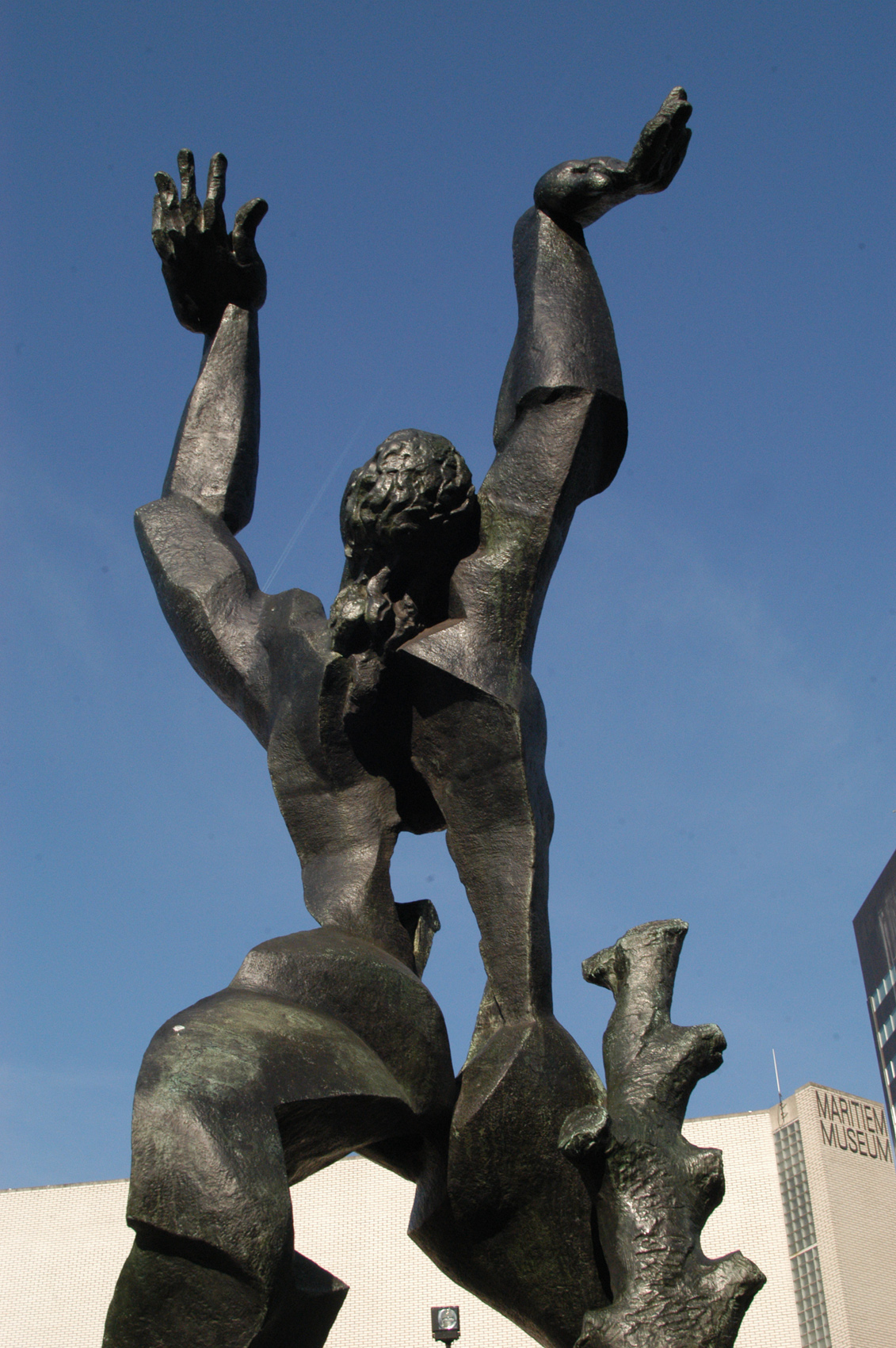
De Verwoeste Stad (1953) Ossip Zadkine
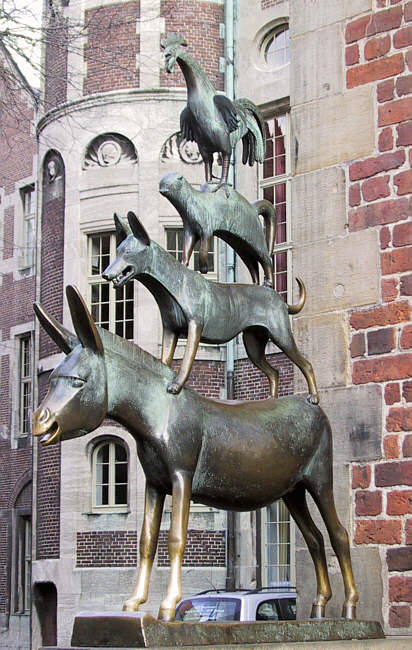
Die Bremer Stadtmusikanten (1953) Gerhard Marcks
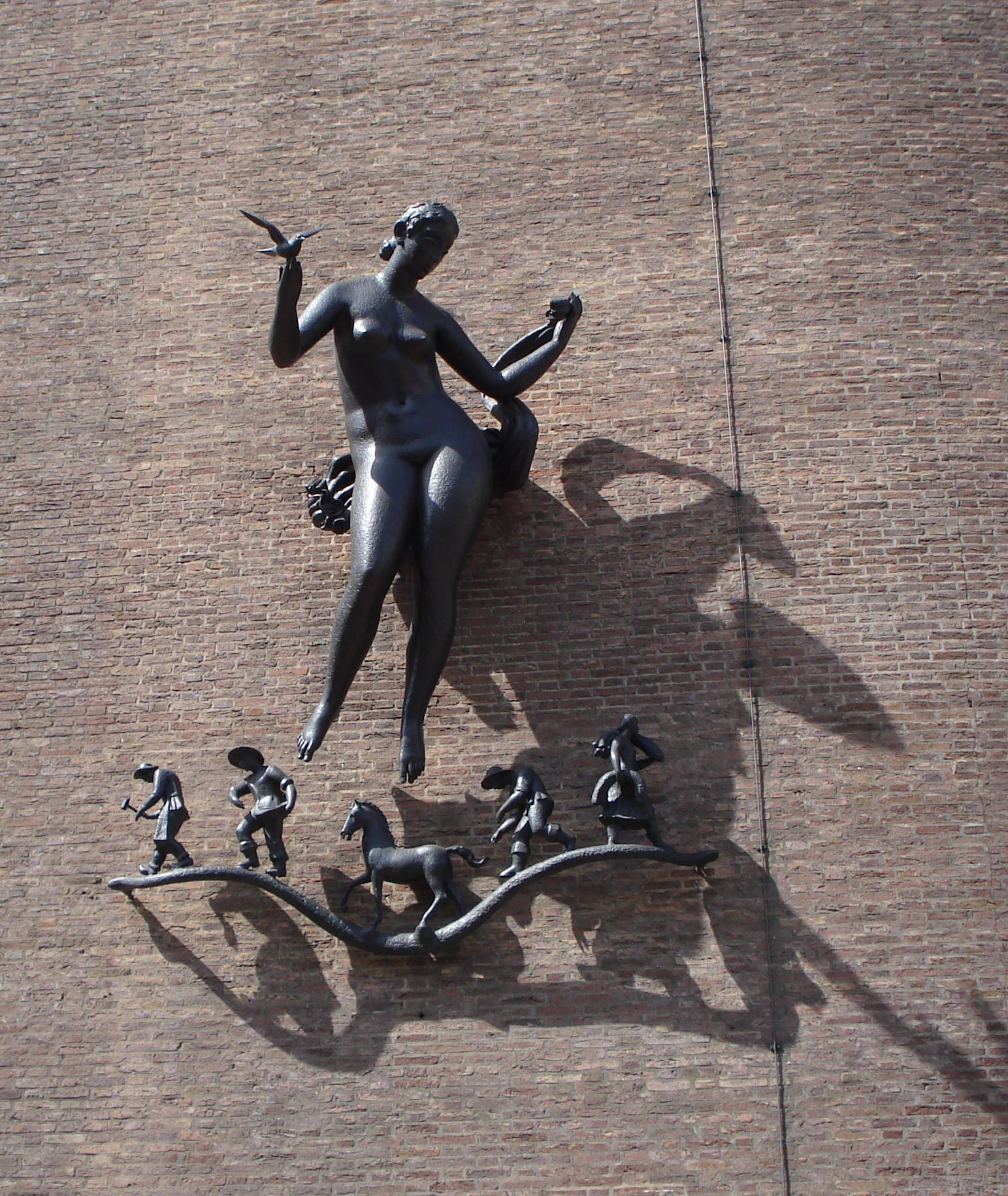
Vrede en Welvaart (1953) Pieter Starreveld

## Bouwkunst

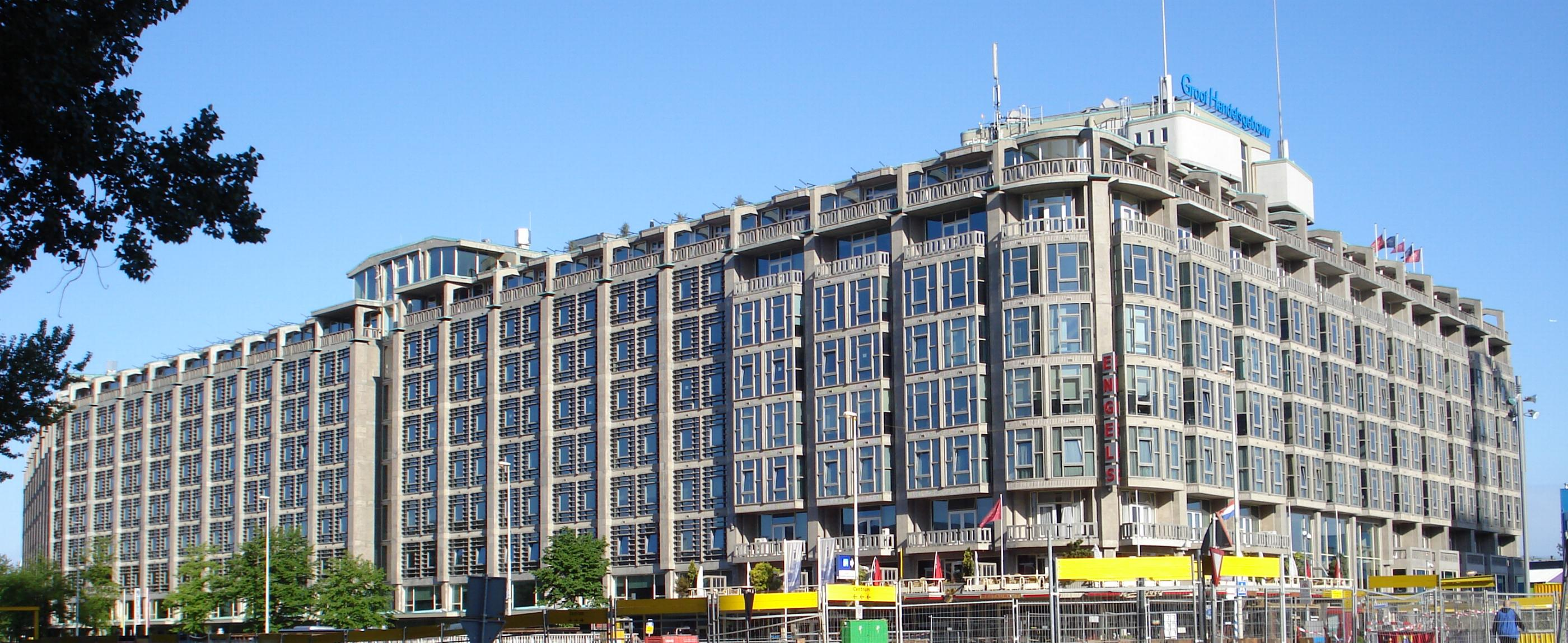
Groothandelsgebouw, Rotterdam (1953) Hugh Maaskant en Willem van Tijen
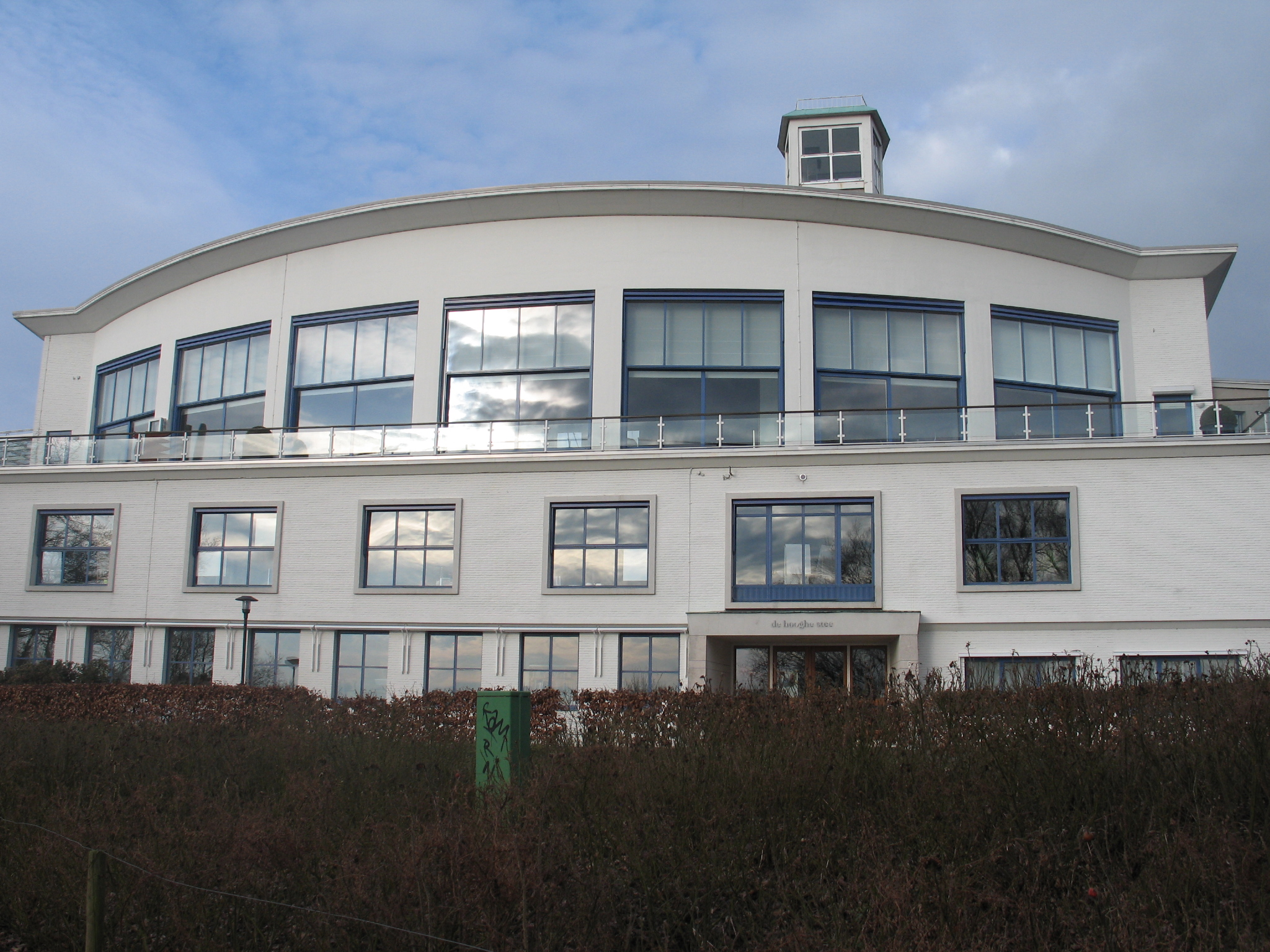
Laboratorium voor Landmeetkunde (Wageningen) (1953) Frants Edvard Röntgen

## Geboren

### januari
- 1 - Marius Ballieux, Nederlands architect
- 1 - Alpha Blondy, Ivoriaans reggaezanger
- 2 - Daniel Hershkowitz, Israëlisch wiskundige, rabbijn en politicus
- 2 - Jacques Tichelaar, Nederlands politicus
- 3 - Angelo Parisi, Brits/Frans judoka
- 4 - René Bernards, Nederlands biomedisch geneticus en hoogleraar
- 5 - Pamela Sue Martin, Amerikaans actrice
- 6 - Gerrie van Gerwen, Nederlands wielrenner
- 6 - Manfred Kaltz, Duits voetballer
- 6 - Jett Williams, Amerikaans countryzangeres en songwriter
- 6 - Malcolm Young, Schots-Australisch rhythmgitarist (AC/DC) (overleden 2017)
- 8 - Roberto Mouzo, Argentijns voetballer
- 9 - Theodor Holman, Nederlands schrijver, columnist en radiopresentator
- 10 - Pat Benatar, Amerikaans zangeres
- 10 - William Millerson, Curaçaos politicus en karateka (overleden 2020)
- 11 - Lee Ritenour, Amerikaans jazzgitarist
- 11 - John Sessions, Schots acteur en komiek (overleden 2020)
- 12 - Willem Endstra, Nederlands vastgoedhandelaar, verdacht van witwaspraktijken (overleden 2004)
- 12 - Rik Vandenberghe, Belgisch atleet
- 14 - Evert Hoving, Nederlands atleet
- 15 - Nico Jansen, Nederlands voetballer
- 15 - Dave Kennedy, Iers autocoureur
- 16 - Vic Aanensen, Australianfootballspeler (overleden 2025)
- 19 - Gerard Ammerlaan, Nederlands componist (overleden 2011)
- 19 - Carry Goossens, Belgisch acteur
- 20 - Koos Meinderts, Nederlands schrijver
- 21 - Paul Allen, Amerikaans ondernemer (Microsoft) (overleden 2018)
- 22 - Jim Jarmusch, Amerikaans filmregisseur
- 22 - Jürgen Pommerenke, Oost-Duits voetballer
- 23 - Washington Luiz de Paula, Braziliaans voetballer (overleden 2010)
- 23 - Alister McGrath, Brits theoloog
- 23 - Erich Obermayer, Oostenrijks voetballer
- 24 - Moon Jae-in, Zuid-Koreaans president (2017- )
- 24 - Matthew Wilder, Amerikaans zanger en songwriter
- 26 - Andrée van Es, Nederlands politica
- 26 - Ineke de Groot, Nederlands paralympisch sportster
- 26 - Bert Heerink, Nederlands zanger (onder andere Vandenberg en Kayak)
- 26 - Lucinda Williams, Amerikaans singer-songwriter
- 30 - Tijs Goldschmidt, Nederlands schrijver en evolutiebioloog
- 31 - Nodar Chizanisjvili, Sovjet-Georgisch voetballer

### februari

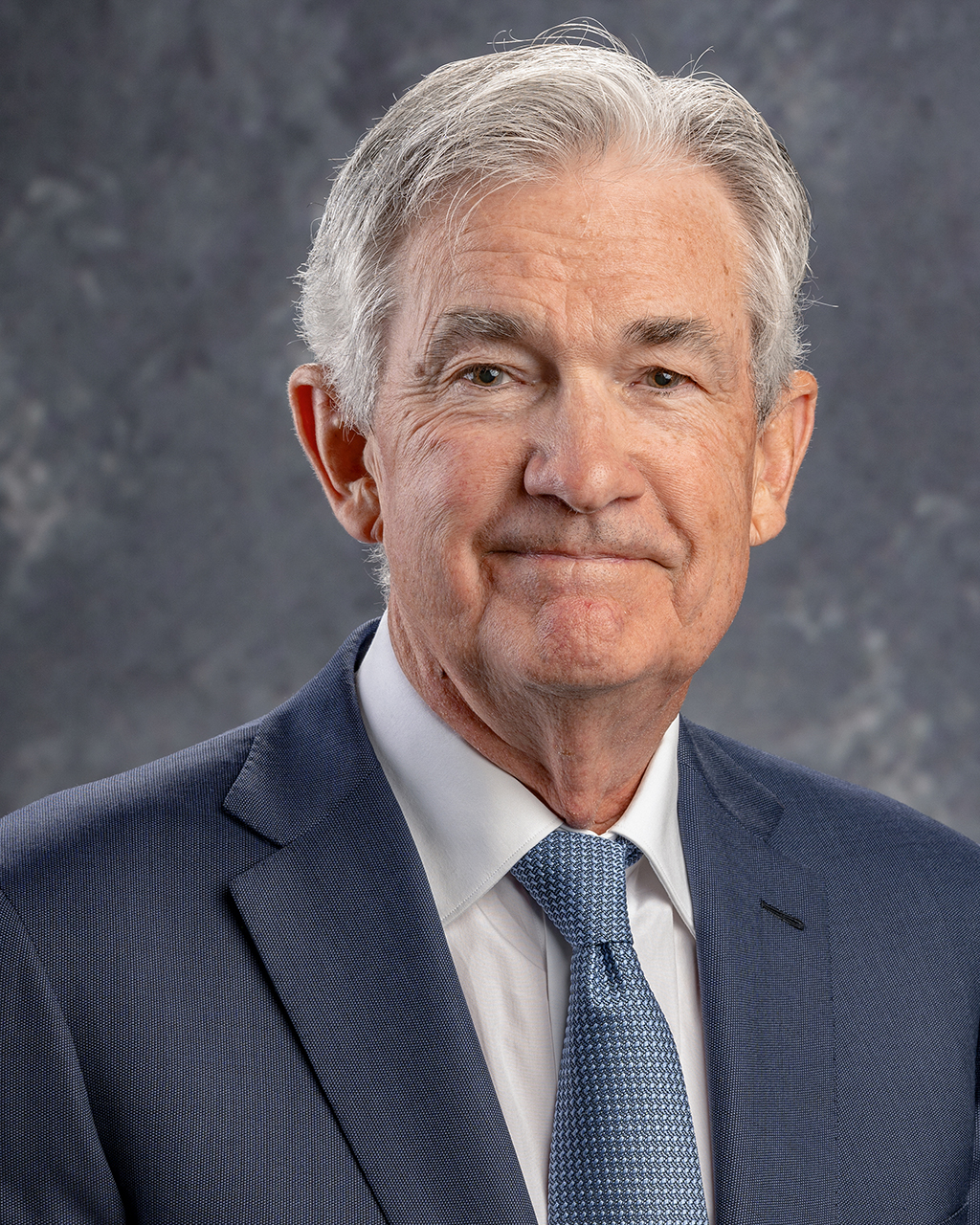
Jerome Powell
geboren op 4 februari

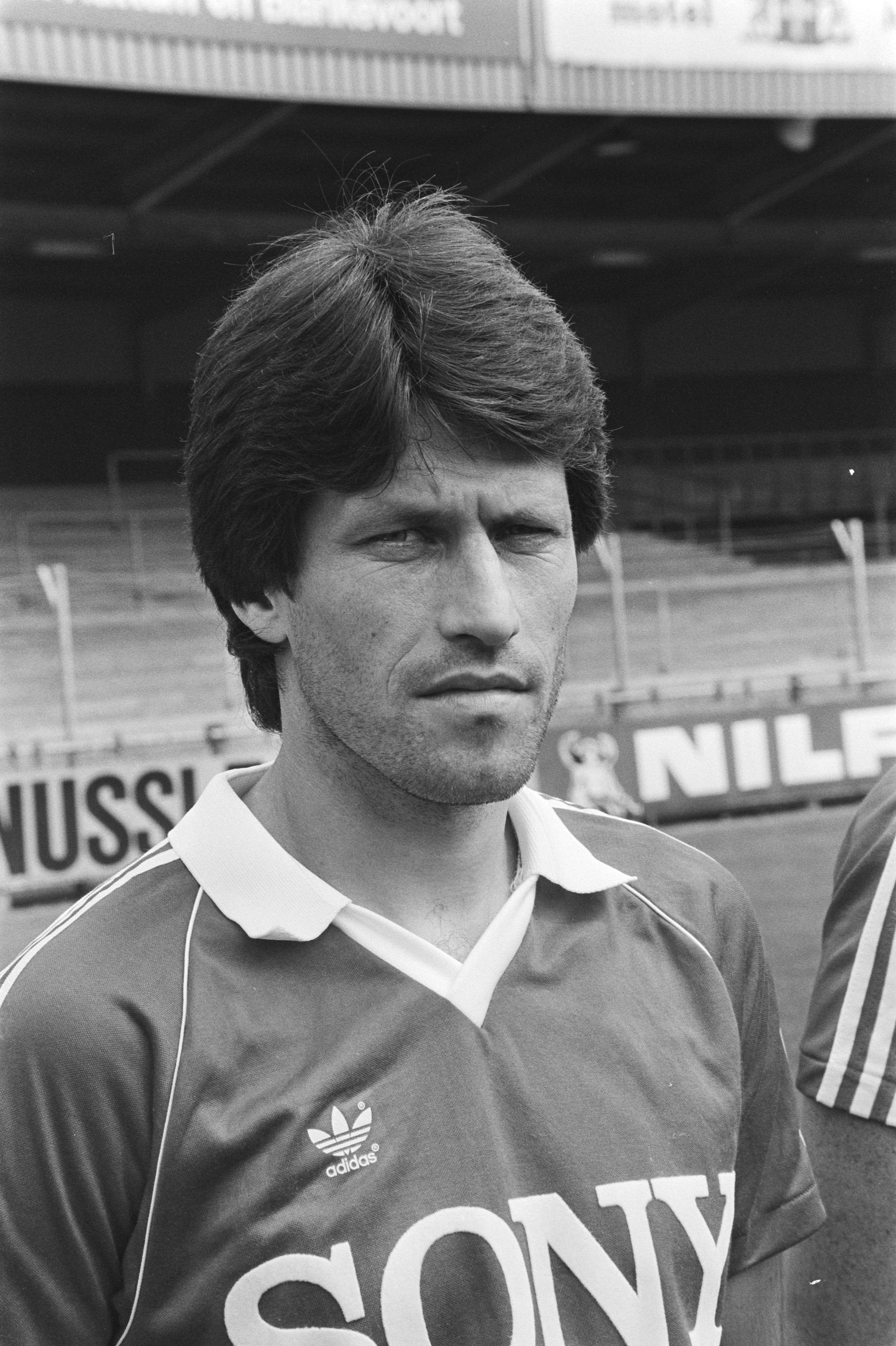
Peter Arntz,
geboren op 5 februari

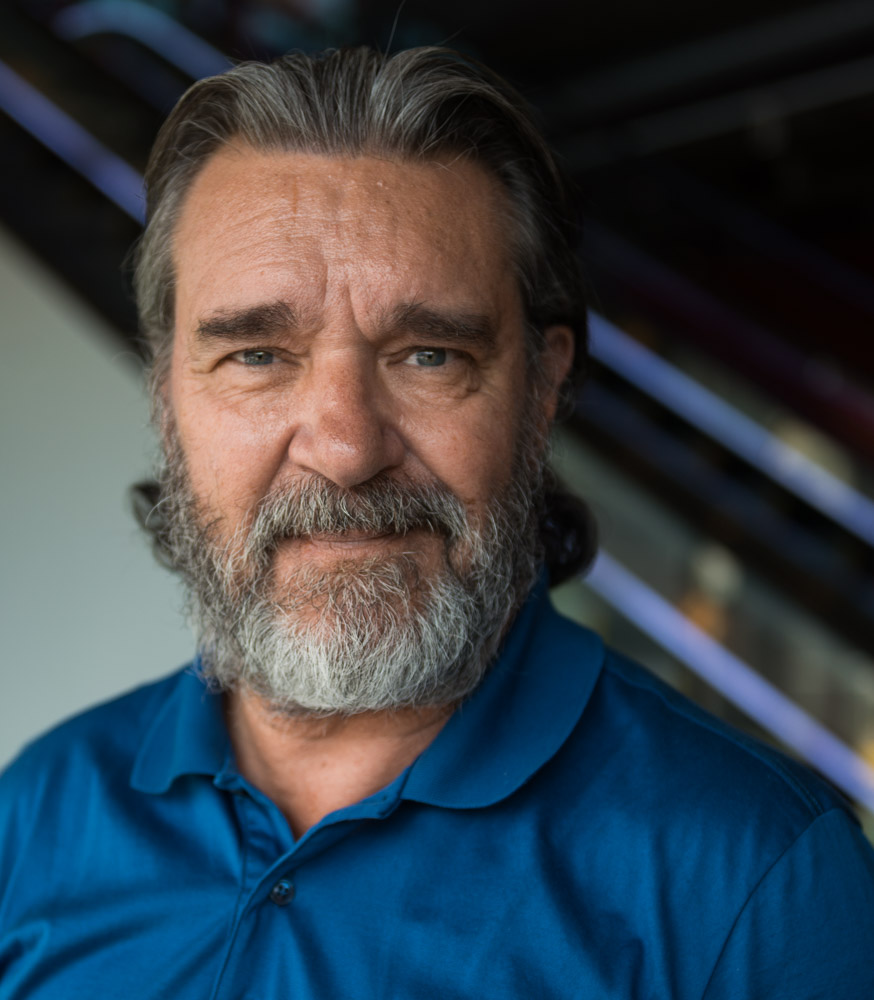
Kjell Bergqvist,
geboren op 23 februari

- 1 - Miguel Ángel Alonso, Spaans voetballer
- 3 - Bojan Prašnikar, Sloveens voetballer en voetbalcoach
- 4 - Bira, Braziliaans voetballer (overleden 2020)
- 4 - Jerome Powell, Amerikaans bankier, voorzitter FED
- 5 - Freddie Aguilar, Filipijns muzikant (overleden 2025)
- 5 - Peter Arntz, Nederlands voetballer
- 5 - Gustavo Benítez, Paraguayaans voetballer en voetbalcoach
- 6 - Viviane Van Emelen, Belgisch atlete
- 7 - Ton van der Laaken, Nederlands korfballer, scheidsrechter en coach (overleden 2024)
- 8 - Albert Jan Maat, Nederlands politicus en bestuurder
- 8 - Mary Steenburgen, Amerikaans actrice
- 11 - Jeb Bush, Amerikaans politicus
- 11 - Robby Dragman, Surinaams politicus
- 12 - Frans Mulder, Nederlands acteur
- 12 - Gerry Tolman, Amerikaans musicus, manager en producent (overleden 2005)
- 12 - Helmut Wechselberger, Oostenrijks wielrenner
- 13 - Kaoru Kurimoto, Japans romanschrijfster (overleden 2009)
- 14 - André Fridenbergs, Belgisch atleet
- 14 - Ilkka Hanski, Fins bioloog
- 14 - Hans Krankl, Oostenrijks voetballer en voetbalcoach
- 14 - Valero Rivera, Spaans handballer en handbalcoach
- 15 - Gianni Beschin, Italiaans voetbalscheidsrechter (overleden 2021)
- 15 - Graa Boomsma, Nederlands schrijver, dichter en vertaler
- 17 - Pertti Karppinen, Fins roeier
- 17 - Steve Millen, Nieuw-Zeelands autocoureur en rallyrijder
- 17 - Annie Schreijer-Pierik, Nederlands politica
- 18 - Mariëtte Barnhoorn, Nederlands ondernemer (overleden 2012)
- 19 - Toon Agterberg, Nederlands acteur
- 19 - Cristina Fernández de Kirchner, Argentijns presidente
- 20 - Buddy Alexander, Amerikaans golfer
- 20 - Riccardo Chailly, Italiaans dirigent
- 21 - William Petersen, Amerikaans acteur
- 22 - Mels Crouwel, Nederlands architect
- 22 - Nigel Planer, Brits acteur
- 22 - Hugo Thijs, Belgische wielrenner
- 23 - Kjell Bergqvist, Zweeds acteur
- 24 - Anatoli Kozjemjakin, Sovjet voetballer (overleden 1974)
- 24 - Caren Wood, Nederlands zangeres (Maywood)
- 25 - José María Aznar, Spaans premier (1996-2004)
- 26 - Michael Bolton, Amerikaans zanger
- 27 - Wim en Hans Anker, Nederlands advocaten
- 27 - Alain Lewuillon, Belgisch roeier en roeicoach
- 28 - Ricky Steamboat, Amerikaans worstelaar

### maart
- 1 - Freddy Lucq, Belgisch atleet

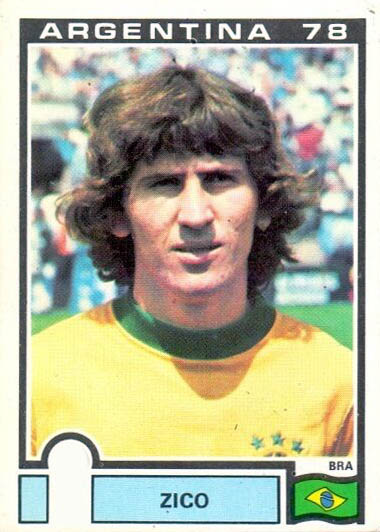
Zico
geboren op 3 maart

- 1 - Carlos Queiroz, Portugees voetbalcoach
- 2 - Arthie Schimmel, Nederlands politica (D66)
- 3 - Rudy Fernandez, Filipijns acteur (overleden 2008)
- 3 - Henna Playfair, Surinaams-Nederlands verloskundige (overleden 2023)
- 3 - Zico (= Arthur Antunes Coimbra), Braziliaans voetballer en bondscoach
- 4 - Paweł Janas, Pools voetballer en voetbalcoach
- 4 - Reinhold Roth, Duits motorcoureur (overleden 2021)
- 5 - Llorenç Serra Ferrer, Spaans voetbalcoach
- 7 - Soeshiel Girjasing, Surinaams politicus en rechtsgeleerde
- 8 - Michael Wolfgramm, Oost-Duits roeier
- 9 - Henriëtte Tol, Nederlands actrice
- 10 - Carolien van den Berg, Nederlands actrice
- 10 - Debbie Brill, Canadees atlete
- 11 - Pim Koopman, Nederlands drummer, producer en componist (overleden 2009)
- 12 - Sue Chaloner, Brits-Nederlands zangeres (Spooky and Sue) (overleden 2024)
- 12 - Ron Jeremy, Amerikaans pornoster en pornofilmregisseur
- 15 - Roland Freymond, Zwitsers motorcoureur
- 15 - Christian Lopez, Frans voetballer
- 15 - Erik-Jan Zürcher, Nederlands taalkundige
- 16 - Isabelle Huppert, Frans actrice
- 16 - Richard M. Stallman, Amerikaans programmeur en oprichter van Free Software Foundation
- 17 - Vladimir Tsjoerov, Russisch ambtenaar en bestuurder (overleden 2023)
- 18 - Helmer Koetje, Nederlands burgemeester en omroepvoorzitter (IKON) (overleden 2010)
- 18 - Tonnus Oosterhoff, Nederlands dichter
- 19 - Ruud Monster, Nederlands cineast (overleden 2023)
- 19 - Lenín Moreno, president van Ecuador
- 20 - Ruud Drupsteen, Nederlands acteur
- 21 - Majel Lustenhouwer, Nederlands dirigent en componist
- 22 - Herman Helleputte, Belgisch voetballer en voetbaltrainer
- 23 - Chaka Khan, Amerikaans zangeres
- 24 - Addo Stuur, Nederlands schrijver en softwareontwikkelaar (overleden 2021)
- 25 - Hans Kazàn, Nederlands illusionist en tv-presentator
- 26 - Elaine Chao, Amerikaans republikeins politica
- 27 - Herman Ponsteen, Nederlands wielrenner
- 31 - Hannie Buenen, Nederlands musicus en tekstdichter

### april
- 1 - Carmen Jonckheere, Belgisch actrice (overleden 1992)
- 1 - Els van Odijk, Nederlands kunsthistorica en bestuurder (overleden 2023)
- 1 - Barry Sonnenfeld, Amerikaans producent en regisseur
- 1 - Alberto Zaccheroni, Italiaans voetbalcoach
- 3 - Pieter Aspe, Belgisch schrijver (overleden 2021)
- 3 - Huub van der Lubbe, Nederlands dichter en zanger (De Dijk)
- 3 - Colin Touchin, Brits componist, dirigent, klarinettist en muziekpedagoog (overleden 2022)
- 5 - Lia van Bekhoven, Nederlands radio- en tv-correspondente
- 5 - Wim Kerkhof, Nederlands zanger en musicus (The Amazing Stroopwafels)
- 5 - Raleb Majadele, Arabisch-Israëlisch ondernemer en politicus
- 6 - Janet Lynn, Amerikaans kunstschaatsster
- 7 - Karel Rottiers, Belgisch wielrenner (overleden 2024)
- 9 - Christine Van Broeckhoven, Belgisch onderzoekster en politica
- 10 - Søren Busk, Deens voetballer
- 10 - Heiner Lauterbach, Duits acteur
- 11 - Guy Verhofstadt, Belgisch politicus en premier
- 11 - Andrew Wiles, Brits wiskundige
- 12 - Tony James, Brits muzikant (Sigue Sigue Sputnik)
- 13 - Brigitte Macron, Frans presidentsvrouw
- 13 - Jan De Smet, Belgisch zanger/muzikant
- 15 - Els Iping, Nederlands politica
- 16 - Peter Garrett, Australisch muzikant en politicus
- 17 - Chan Kin Man, Macaus autocoureur
- 18 - Dominique D'Onofrio, Belgisch voetbaltrainer (overleden 2016)
- 18 - Jan Heijkoop, Nederlands politicus en bestuurder
- 18 - Bernt Johansson, Zweeds wielrenner
- 18 - Rick Moranis, Amerikaans acteur
- 19 - Abdelmajid Dolmy, Marokkaans voetballer (overleden 2017)
- 19 - Sara Simeoni, Italiaans atlete
- 19 - Ruby Wax, Amerikaans televisiepresentatrice
- 21 - Forrest Thomas, Amerikaans zanger (overleden 2013)
- 21 - Hans Verèl, Nederlands voetballer en voetbaltrainer (overleden 2019)
- 24 - Bino, Italiaans zanger (overleden 2010)
- 24 - Louis Van Dievel, Belgisch schrijver en journalist
- 25 - Piotr Dejmek, Pools acteur (overleden 2010)
- 26 - Brian Binnie, Amerikaans testpiloot en ruimtevaarder (overleden 2022)
- 26 - Edgar Burgos, Surinaams-Nederlands zanger (Trafassi)
- 26 - Vlado Kalember, Kroatisch zanger
- 28 - Kim Gordon, Amerikaans zangeres, bassiste en componiste
- 28 - Brian Greenhoff, Engels voetballer (overleden 2013)
- 29 - Bill Drummond, Schots muzikant en kunstenaar
- 29 - Jan A.P. Kaczmarek, Pools componist (overleden 2024)
- 29 - Ad van Meurs, Nederlands gitarist en singer-songwriter (overleden 2017)
- 29 - Irina Pozdnjakova, Russisch zwemster
- 30 - Alfred van den Heuvel, Nederlands acteur

### mei

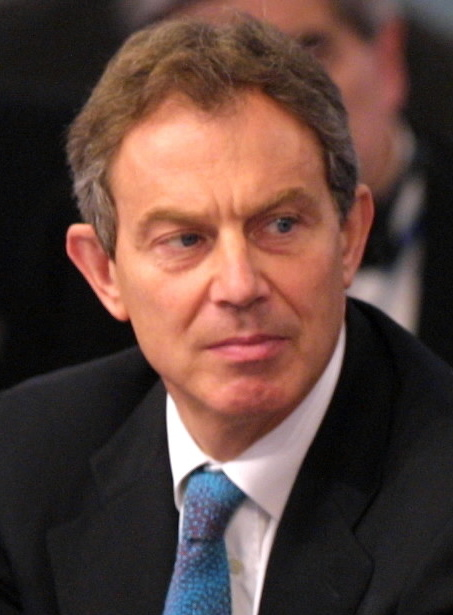
Tony Blair
geboren op 6 mei

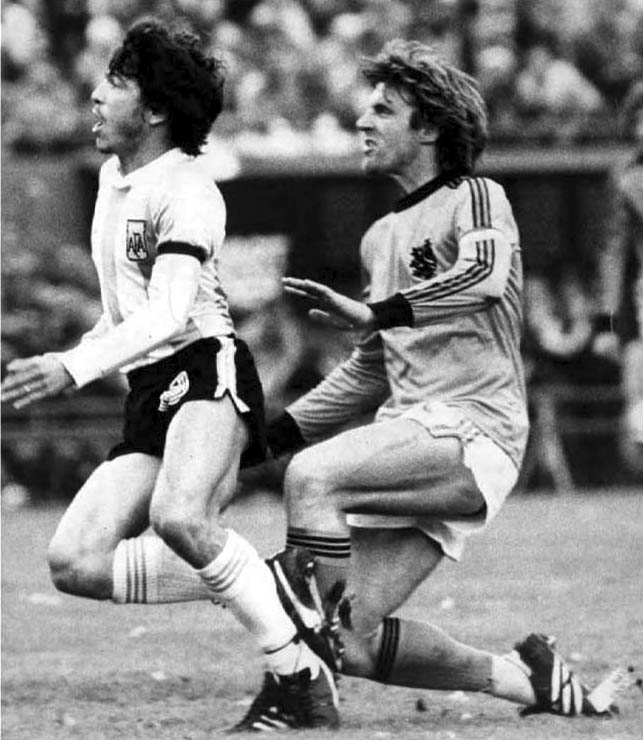
Daniel Passarella (links)
geboren op 25 mei

- 1 - Mayumi Aoki, Japans zwemster en olympisch kampioene (1972)
- 1 - Willy Linthout, Belgisch striptekenaar
- 2 - Valeri Gergiev, Russisch dirigent
- 4 - Oleta Adams, Amerikaans soul-, jazz- en gospelzangeres
- 4 - Yacouba Konaté, Ivoriaans kunstcriticus, conservator, schrijver en filosoof
- 4 - Toon Siepman, Nederlands hockeycoach
- 4 - Pia Zadora, Amerikaans actrice en zangeres
- 5 - Lene Køppen, Deens badmintonster
- 5 - Soerinder Rambocus, Surinaams militair; slachtoffer van de Decembermoorden (overleden 1982)
- 6 - Tony Blair, Brits politicus
- 6 - Tiny Kox, Nederlands politicus (SP)
- 6 - Ernst Daniël Smid, Nederlands opera- en musicalzanger
- 6 - Graeme Souness, Schots voetballer en voetbaltrainer
- 7 - Etienne Van der Helst, Belgisch wielrenner
- 8 - Iwan Blijd, Surinaams judoka
- 8 - Alex van Halen, Amerikaans popmuzikant (Van Halen)
- 8 - Lisette Thooft, Nederlands schrijfster en journaliste
- 9 - Bruno Brokken, Belgisch atleet
- 9 - Claus Larsen-Jensen, Deens politicus
- 9 - Walter Verdin, Belgisch muzikant, grafisch kunstenaar en schilder
- 10 - Joop Mulder, Nederlands horeca-ondernemer en oprichter van het Oerolfestival op Terschelling (overleden 2021)
- 11 - Reina Dokter, Nederlands vertaalster (overleden 2021)
- 11 - Kiti Mánver, Spaans actrice
- 13 - Ton Annink, Nederlands ambtenaar en bestuurder  (overleden 2021)
- 13 - Harm Wiersma, Nederlands dammer en politicus
- 14 - Norodom Sihamoni, koning van Cambodja
- 14 - Wim Mertens, Belgisch componist en musicus
- 15 - Ton Annink, Nederlands ambtenaar en bestuurder (overleden 2021)
- 15 - Jacques Cornu, Zwitsers motorcoureur
- 15 - Mike Oldfield, Brits musicus
- 15 - Frits van Oostrom, Nederlands letterkundige
- 16 - Pierce Brosnan, Iers acteur (James Bond)
- 16 - Paul Gellings, Nederlands auteur
- 16 - Pierre Hermans, Nederlands hockeyer
- 16 - Frans Meijer, Nederlands crimineel, een van de ontvoerders van Freddy Heineken
- 16 - Peter Onorati, Amerikaans acteur
- 17 - Jack de Heer, Nederlands-Canadees ijshockeyer
- 17 - Kassim-Zjomart Tokajev, Kazachstaans politicus; president sinds 2019
- 19 - Ellinor Ljungros, Zweeds atlete
- 21 - Nora Aunor, Filipijns actrice en zangeres (overleden 2025)
- 22 - Paul Mariner, Engels voetballer en voetbalcoach (overleden 2021)
- 23 - Guido Belcanto, Belgisch zanger
- 23 - Koert Lindijer, Nederlands journalist
- 23 - Dick Stellingwerf, Nederlands politicus
- 23 - Enzo Trossero, Argentijns voetballer en voetbaltrainer
- 25 - Eve Ensler, Amerikaans toneelschrijfster, feministe en activiste
- 25 - Daniel Passarella, Argentijns voetballer
- 25 - Gaetano Scirea, Italiaans voetballer (overleden 1989)
- 26 - Michael Portillo, Brits politicus en presentator
- 29 - Aleksandr Abdulov, Russisch acteur (overleden 2008)
- 29 - Leen van Dijck, Belgisch directrice van het Letterenhuis
- 29 - Danny Elfman, Amerikaans componist
- 30 - Colm Meaney, Iers acteur

### juni
- 1 - Ted Field, Amerikaans filmproducent, ondernemer en autocoureur
- 2 - Cornel West, Amerikaans hoogleraar theologie en Afro-Amerikaanse studie
- 4 - Dirk Bracke, Belgisch schrijver (overleden 2021)
- 5 - Peter Ester, Nederlands politicus (overleden 2022)
- 6 - Jan Durnez, Belgisch politicus
- 7 - Johnny Clegg, Brits/Zuid-Afrikaans muzikant (overleden 2019)
- 8 - Ivo Sanader, premier van Kroatië
- 11 - José Bové, Frans milieuactivist en politicus
- 11 - Klaas Drost, Nederlands voetballer
- 11 - Vera Komisova, Russisch atlete
- 11 - Harmen Roeland, Nederlands journalist en verslaggever voor het NOS journaal
- 12 - Tess Gerritsen, Chinees-Amerikaans schrijfster
- 12 - Jimmy Tigges, Nederlands publicist en diskjockey
- 12 - Rocky Burnette, Amerikaans pop-, rock- en country-musicus
- 13 - Tim Allen, Amerikaans komiek en acteur
- 14 - Jeroen Goudt, Nederlands burgemeester
- 14 - Lieve Joris, Belgisch schrijfster van reisverhalen
- 15 - Hans De Munter, Belgisch acteur
- 15 - Slavoljub Muslin, Frans-Servisch voetballer en voetbaltrainer
- 15 - Xi Jinping, Chinees partijleider en president
- 16 - Valerie Mahaffey, Amerikaans actrice (overleden 2025)
- 16 - Ian Mosley, Brits drummer
- 16 - Johan Van den Driessche, Belgisch zakenman en politicus (overleden 2025)
- 17 - Eltjo Schutter, Nederlands atleet
- 20 - Eduardo Vilarete, Colombiaans voetballer
- 21 - Benazir Bhutto, Pakistaans politica (overleden 2007)
- 21 - Augustus Pablo, Jamaicaans reggae-artiest
- 22 - Wim Eijk, Nederlands aartsbisschop van Utrecht
- 22 - Cyndi Lauper, Amerikaans zangeres
- 24 - Eleni Theocharous, Cypriotisch politicus
- 26 - Toni Willé, Nederlands zangeres
- 27 - Carie Graves, Amerikaans roeister (overleden 2021)
- 27 - Frans Peeters, Belgisch politicus
- 28 - François al-Hajj, Libanees generaal (overleden 2007)
- 28 - Gernot Rohr, Duits voetballer en voetbalcoach
- 29 - Dick de Bie, Surinaams politicus (overleden 2023)
- 29 - Rita Bottiglieri, Italiaans atlete

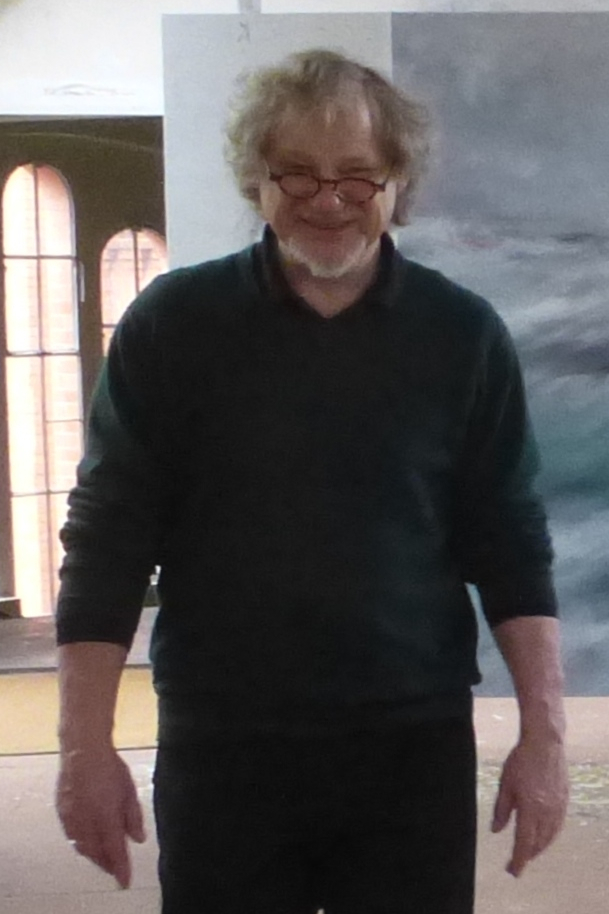
Ingo Kühl,
geboren op 29 juni

- 29 - Ingo Kühl, Duits schilder, beeldhouwer, graficus en architect
- 30 - Koen Fossey, Belgisch illustrator van kinderboeken
- 30 - Adriana Hölsky, Duits componiste

### juli

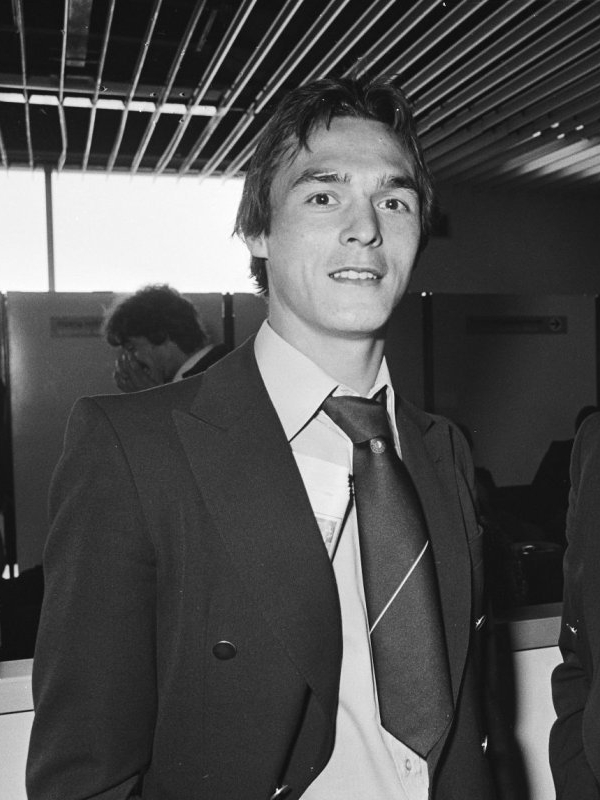
Jan Peters (1953; FC Den Bosch, Feyenoord),
geboren op 20 juli

- 2 - Petro Slobodjan, Oekraïens voetballer en voetbaltrainer (overleden 2020)
- 3 - Duffy Jackson, Amerikaans jazzmusicus (overleden 2021)
- 4 - Bart Reindersma, Nederlands kunstenaar
- 5 - John Holland, Maltees voetballer
- 5 - Elias Khodabaks, Surinaams politicus en biochemicus (overleden 2008)
- 6 - Nanci Griffith, Amerikaans singer-songwriter en gitariste (overleden 2021)
- 10 - Leonid Boerjak, Oekraïens voetballer en trainer
- 10 - Stan Bush, Amerikaans zanger, gitarist en songwriter
- 11 - Govert de Roos, Nederlands fotograaf
- 11 - Patricia Reyes Spíndola, Mexicaans actrice
- 11 - Leon Spinks, Amerikaans bokser (overleden 2021)
- 11 - Bramwell Tovey, Brits componist,  dirigent en pianist (overleden 2022)
- 13 - Peter van Koppen, Nederlands psycholoog
- 14 - Marieke van der Pol, Nederlands actrice en (scenario)schrijfster
- 15 - Jean-Bertrand Aristide, president van Haïti
- 16 - Herman Gerdsen, Nederlands voetballer (overleden 2024)
- 17 - Anton Brand, Nederlands schrijver
- 18 - Peter Maas, Nederlands burgemeester (overleden 2023)
- 19 - René Houseman, Argentijns voetballer (overleden 2018)
- 20 - Jan Peters, Nederlands voetballer (1953; FC Den Bosch, Feyenoord)
- 21 - David Ervine, Noord-Iers politicus (overleden 2007)
- 21 - Ger Copper, Nederlands goochelaar (overleden 2020)
- 21 - Harald Nickel, Duits voetballer (overleden 2019)
- 21 - Nina Storms, Nederlands zakenvrouw
- 23 - Claude Barzotti, Belgisch zanger (overleden 2023)
- 23 - Najib Razak, Maleisisch politicus; premier 2009-2018
- 24 - Claire McCaskill, Amerikaans politica
- 25 - Ariël Jacobs, Belgisch voetbaltrainer
- 26 - Henk Bleker, Nederlands bestuurder, gedeputeerde van de provincie Groningen
- 26 - Felix Magath, Duits voetbaltrainer
- 26 - Pjotr Zajev, Russisch bokser (overleden 2014)
- 27 - Wim van de Camp, Nederlands politicus (CDA)
- 29 - Ken Burns, Amerikaans  documentairemaker
- 29 - Geddy Lee, Canadees bassist (Rush)
- 31 - Hugo Gottardi, Argentijns voetballer
- 31 - Annemarie Penn-te Strake, Nederlands juriste en burgemeester

### augustus

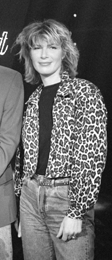
Mieke van der Weij
geboren op 2 augustus

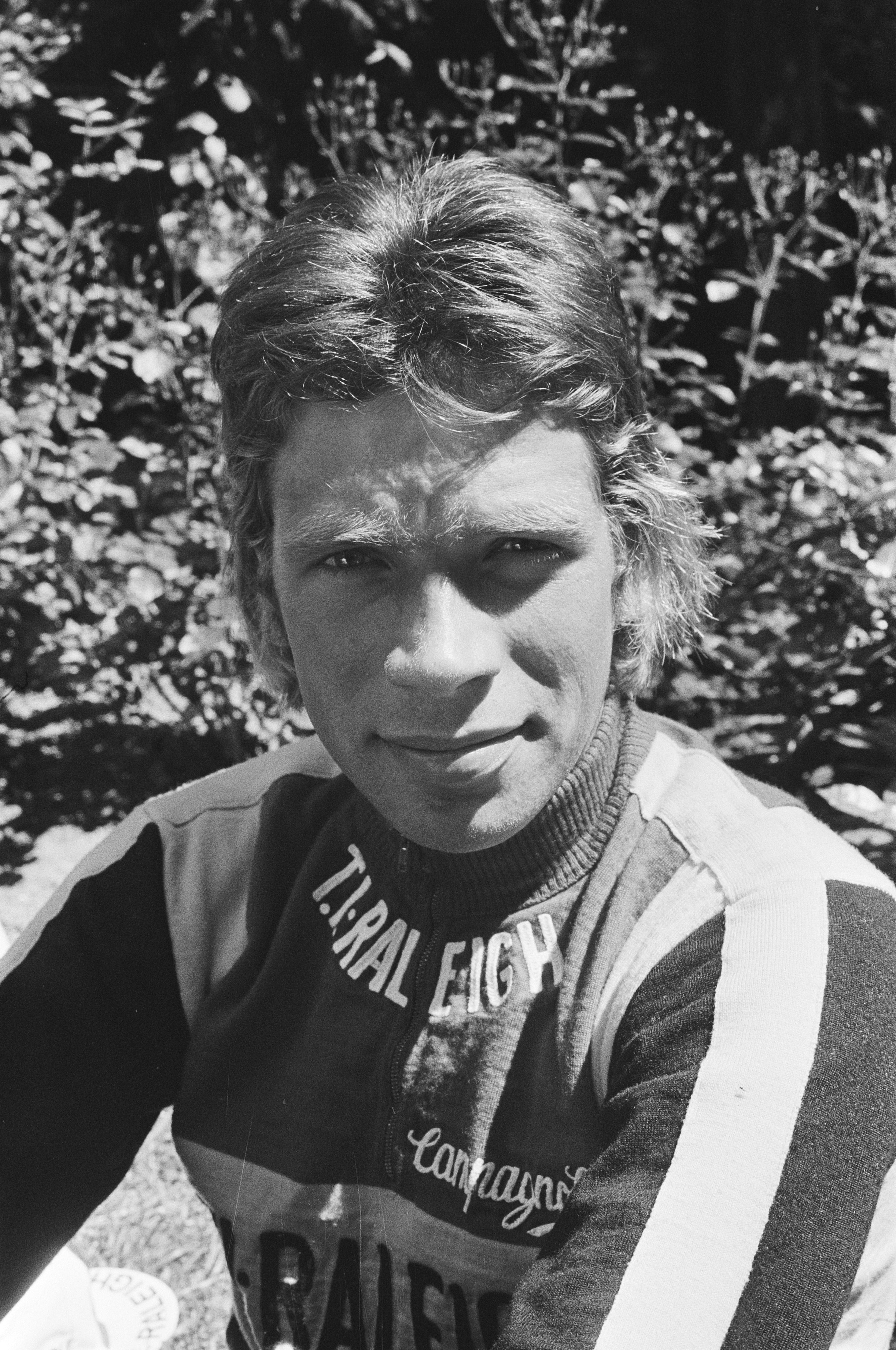
Henk Lubberding
geboren op 4 augustus

- 1 - Robert Cray, Amerikaans bluesmuzikant, gitarist en zanger
- 1 - Adrie van Kraaij, Nederlands voetballer
- 2 - Peter-Michael Kolbe, Duits roeier (overleden 2023)
- 2 - Sammy Monsels, Surinaams atleet
- 2 - Mieke van der Weij, Nederlands presentatrice
- 3 - Marlene Dumas, Zuid-Afrikaans-Nederlands kunstenares
- 3 - Paulo Isidoro, Braziliaans voetballer
- 4 - Henk Lubberding, Nederlands wielrenner
- 4 - Alie te Riet, Nederlands zwemster
- 4 - Antonio Tajani, Italiaans (euro)politicus; voorzitter van het Europees Parlement 2017-2019
- 6 - Martin Bossenbroek, Nederlands historicus
- 6 - René van Dammen, Nederlands kijkcijferexpert (overleden 2017)
- 7 - Pim van Dord, Nederlands voetballer en fysiotherapeut (voetbal)
- 8 - Lloyd Austin, Amerikaans generaal en politicus
- 8 - Nigel Mansell, Brits autocoureur
- 9 - Loïc Amisse, Frans voetballer
- 9 - Luuk Gruwez, Belgisch schrijver en dichter
- 11 - Hulk Hogan, Amerikaans professioneel worstelaar en acteur (overleden 2025)
- 11 - Wijda Mazereeuw, Nederlands zwemster
- 12 - Carlos Mesa, Boliviaans president
- 13 - Kristalina Georgieva, Bulgaars econome, europolitica en bestuurder (Wereldbank, IMF)
- 13 - Willem Huberts, Nederlands bibliothecaris, bibliograaf, literair-historisch onderzoeker en dichter
- 14 - James Horner, Amerikaans (film)componist (overleden 2015)
- 15 - Brendan Croker, Brits musicus (overleden 2023)
- 16 - Stuart Baxter, Schots voetballer en voetbalcoach
- 16 - Ruud Koole, Nederlands politicus
- 17 - Columba Bush, Mexicaans-Amerikaans filantrope en vrouw van Jeb Bush
- 17 - Herta Müller  Roemeens-Duits schrijfster en Nobelprijswinnares
- 19 - Nanni Moretti, Italiaans filmregisseur, acteur en filmproducent
- 20 - Mário David, Portugees politicus en Europarlementariër
- 21 - Gérard Janvion, Frans voetballer
- 22 - Walter Lübcke, Duits politicus (overleden 2019)
- 27 - Alex Lifeson, Canadees gitarist (Rush)
- 28 - Tõnu Kaljuste, Estisch dirigent
- 29 - Peter Rusman, Nederlands atleet (overleden 1985)

### september

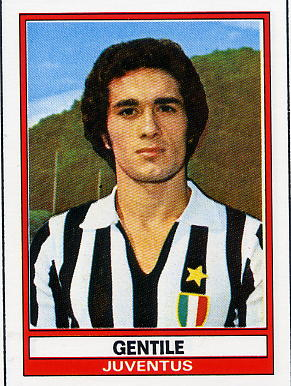
Claudio Gentile
geboren op 27 september

- 2 - John Zorn, Amerikaans muzikant  en componist
- 3 - Jan Formannoy, Nederlands voetballer
- 4 - Fatih Terim, Turks voetballer en voetbaltrainer
- 5 - Jennifer Geerlings-Simons, Surinaams politica
- 5 - Herman Koch, Nederlands schrijver, acteur en radio- en tv-maker
- 5 - Gerda Mylle, Belgisch politica (overleden 2020)
- 5 - Maggy Wauters, Belgisch atlete
- 6 - Patti Yasutake, Japans-Amerikaans actrice (overleden 2024)
- 11 - Rodolfo Dubó, Chileens voetballer
- 11 - Harry Kies, Nederlands cabaretimpresario (overleden 2020)
- 11 - Radivoj Krivokapić, Servisch handballer (overleden 2024)
- 12 - Nan Goldin, Amerikaans fotografe
- 12 - Gé Reinders, Nederlands zanger, musicus en schrijver
- 13 - Taryn Power, Amerikaans actrice (overleden 2020)
- 16 - Ricardo Elmont, Surinaams judoka (overleden 2013)
- 16 - Manuel Pellegrini, Chileens voetballer en voetbalcoach
- 17 - Bernd Dürnberger, Duits voetballer
- 19 - Carry van Gool, Nederlands boogschutter
- 20 - Noël Legros, Belgisch atleet
- 21 - Arie Luyendyk, Nederlands autocoureur
- 21 - Lars Saabye Christensen, Noors schrijver
- 21 - François Corteggiani, Frans stripauteur (overleden 2022)
- 22 - Rhoda Kadalie, Zuid-Afrikaans journaliste en mensenrechtenactiviste (overleden 2022)
- 22 - Ségolène Royal, Frans politica
- 23 - Åge Hareide, Noors voetballer en voetbalcoach
- 25 - Liuwe Tamminga, Nederlands organist en klavecinist (overleden 2021)
- 26 - Arie Griffioen, Nederlands politicus en registeraccountant
- 26 - Fatih Terim, Turks voetballer en voetbalcoach
- 27 - Mata Amritananda Mayi, Indiaas spiritueel leidster
- 27 - Claudio Gentile, Italiaans voetballer en voetbalcoach
- 27 - Greg Ham, Australisch songwriter, muzikant en acteur (overleden 2012)
- 27 - Robbie Shakespeare, Jamaicaans basgitarist en producer (overleden 2021)
- 29 - Miguel Aguilar, Boliviaans voetballer
- 29 - Xabier Azkargorta, Spaans voetballer en voetbalcoach
- 29 - Ante Čačić, Kroatisch voetbalcoach
- 29 - Drake Hogestyn, Amerikaans (soap)acteur (overleden 2024)
- 29 - Jos Ho Sack Wa, Surinaams taekwondoka en zangvogelsporter (overleden 2024)
- 29 - Roy Martina, Nederlands alternatief genezer
- 30 - Annemieke Hoogendijk, Nederlands tekstschrijfster, actrice en zangeres
- 30 - Freddie Hubalde, Filipijns basketballer

### oktober

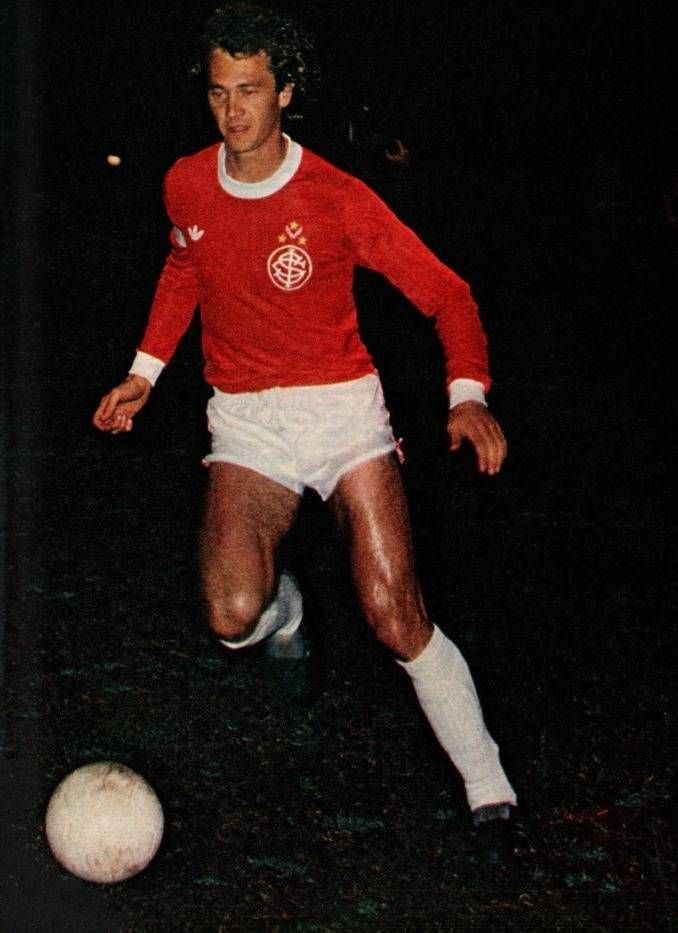
Paulo Roberto Falcao
geboren op 16 oktober

- 1 - Jan Jutte, Nederlands beeldend kunstenaar en kinderboekenillustrator
- 1 - Grete Waitz, Noors atlete
- 1 - Klaus Wowereit, Duits politicus
- 3 - Ramon Fernandez, Filipijns basketballer
- 5 - Russell Mael, Amerikaans zanger
- 6 - Klaas Bruinsma, Nederlands drugsbaron (overleden 1991)
- 7 - Tico Torres, Amerikaans drummer (Bon Jovi)
- 8 - Marjo van Dijken, Nederlands Tweede Kamerlid (PvdA)
- 10 - Albert Rust, Frans voetbaldoelman
- 10 - Midge Ure, Schots zanger, gitarist en componist
- 11 - Jorginho Carvoeiro, Braziliaans voetballer (overleden 1977)
- 11 - David Morse, Brits acteur
- 14 - Sham Binda, Surinaams ondernemer en politicus (overleden 2023)
- 15 - Tito Jackson, Amerikaans zanger (onder andere The Jackson 5) (overleden 2024)
- 15 - Günther Oettinger, Duits politicus
- 16 - Paulo Roberto Falcão, Braziliaans voetballer en voetbalcoach
- 17 - Pé Langen, Nederlands omstreden lokaal politicus en ondernemer
- 17 - Johan De Moor, Belgisch striptekenaar en cartoonist
- 18 - Loes Luca, Nederlands actrice en komiek (onder andere Het Klokhuis)
- 19 - Hetty Heyting, Nederlands cabaretière, actrice en schrijfster
- 19 - Daniel Nlandu Mayi, Congolees r.k. bisschop (overleden 2021)
- 20 - Friedrich-Wilhelm Ulrich, Oost-Duits roeier
- 21 - Eleonora Giorgi, Italiaans actrice (overleden 2025)
- 21 - Peter Mandelson, Brits politicus en Eurocommissaris
- 22 - Roy Ristie, Surinaams-Nederlands presentator en politicus (overleden 2021)
- 23 - Taner Akçam, Turks historicus en socioloog
- 24 - Christoph Daum, Duits voetbaltrainer (overleden 2024)
- 25 - Douwe Draaisma, Nederlands psycholoog en publicist
- 25 - Vivian den Hollander, Nederlands kinderboekenschrijfster
- 25 - Gerart Kamphuis, Nederlands kunstschilder
- 25 - Mark McNulty, Zimbabwaans golfer
- 26 - Kerstin Ahlgren, Zweeds beeldhouwer, schilder en mozaïekkunstenaar
- 26 - Desiree Derrez, Nederlands televisieproducente en eindredacteur
- 26 - Lauren Tewes, Amerikaans actrice
- 27 - Adri van Houwelingen, Nederlands wielrenner
- 27 - Robert Picardo, Amerikaans acteur
- 28 - Hans Asselbergs, Nederlands musicus en apotheker (overleden 2007)
- 28 - Jean-Marie Berckmans, Belgisch schrijver (overleden 2008)
- 28 - Desmond Child, Amerikaans songwriter, producer en zanger
- 28 - Nigel Williams, Brits-Belgisch cabaretier
- 29 - Jan Schinkelshoek, Nederlands politicus
- 30 - Pete Hoekstra, Amerikaans politicus en diplomaat

### november
- 2 - Ger Poppelaars, Nederlands scenarioschrijver en regisseur
- 3 - Kate Capshaw, Amerikaans actrice
- 3 - Brigitte Lin, Taiwanees actrice
- 4 - Hester Albach, Nederlands schrijfster
- 5 - Marike Koek, Nederlands actrice en politica
- 10 - Roel Sikkema, Nederlands journalist
- 12 - Bert Gijsberts, Nederlands politicus (overleden 2024)
- 12 - Baaba Maal, Senegalees zanger
- 13 - Sjraar Cox, Nederlands burgemeester
- 13 - Frank Köhler, Nederlands politicus
- 13 - Andrés Manuel López Obrador, Mexicaans politicus; president sinds 2018
- 16 - Marina Tucaković, Servisch songwriter
- 18 - Herman Lauwers, Belgisch politicus
- 18 - Frank Lobman, Surinaams-Nederlands karateka en thaibokser (overleden 2021)
- 18 - Alan Moore, Brits schrijver
- 20 - Etienne De Beule, Belgisch wielrenner (overleden 2023)
- 20 - Terry Walsh, Australisch hockeyer en hockeycoach
- 21 - Geertje Meersseman, Belgisch atlete
- 25 - Darlanne Fluegel, Amerikaans actrice (overleden 2017)
- 25 - Brian Little, Engels voetballer en voetbalcoach
- 25 - Ben Ramakers, Nederlands acteur (overleden 2023)
- 26 - Teuvo Vilen, Fins voetballer
- 26 - Desiré Wilson, Zuid-Afrikaans autocoureur
- 27 - Steve Bannon, Amerikaans zakenman en politicus
- 28 - Poul Andersen, Deens voetballer
- 28 - Alistair Darling, Brits politicus (overleden 2023)
- 28 - Tengiz Goedava, Georgisch schrijver en mensenrechtenactivist (overleden 2009)
- 28 - Nadezjda Olizarenko, Sovjet-Russisch/Oekraïens atlete (overleden 2017)
- 29 - Huub Stevens, Nederlands voetballer en voetbaltrainer
- 30 - Shuggie Otis, Amerikaans singer-songwriter en multi-instrumentalist
- 30 - June Pointer, Amerikaans zangeres van The Pointer Sisters (overleden 2006)

### december
- 2 - Jay Haas, Amerikaans golfer
- 3 - Patrick Chamoiseau, Frans schrijver
- 3 - Robert Guédiguian, Frans filmregisseur
- 4 - Luc Houtkamp, Nederlands saxofonist, componist en orkestleider
- 4 - Jean-Marie Pfaff, Belgisch voetballer
- 6 - Eddie Panlilio, Filipijns priester en gouverneur van Pampanga
- 6 - Dwight Stones, Amerikaans atleet en verslaggever
- 7 - Membrandt (Christa Maatjens), Nederlands kunstenares (overleden 2014)
- 7 - Naledi Pandor, Zuid-Afrikaans politica
- 8 - Kim Basinger, Amerikaans actrice
- 9 - John Malkovich, Amerikaans acteur
- 10 - Rainer Adrion, Duits voetballer en voetbalcoach
- 12 - Bruce Kulick, Amerikaans gitarist
- 13 - John Gale, Brits pokerspeler (overleden 2019)
- 13 - Richard Gibson, Canadees componist
- 14 - Vijay Amritraj, Indiaas tennisser
- 14 - Oleksandr Beljavsky, Oekraïens schaker
- 15 - Rene Sarmiento, Filipijns jurist
- 16 - Filip Bolluyt, Nederlands acteur
- 17 - Sally Menke, Amerikaans filmmonteur (overleden 2010)
- 18 - François Boulangé, Nederlands televisiepresentator (Lingo), producent en regisseur (overleden 2021)
- 21 - Betty Wright, Amerikaans soulzangeres (overleden 2020)
- 23 - Serginho Chulapa, Braziliaans voetballer
- 24 - Henk Rogers, computerspelontwerper en ondernemer
- 25 - Jürgen Röber, Duits voetballer en voetbaltrainer
- 25 - Herman Snijders, Surinaams componist en dirigent (overleden 2021)
- 26 - Toomas Hendrik Ilves, president van Estland
- 28 - Richard Clayderman, Frans pianist
- 28 - James Foley, Amerikaans filmregisseur (overleden 2025)
- 28 - Martha Wash, Amerikaanse zangeres
- 29 - Thomas Bach, Duits sportbestuurder, voorzitter IOC
- 29 - Max Werner, Nederlands zanger en drummer (overleden 2024)
- 30 - Monica Maas, Nederlands illustratrice
- 30 - Meredith Vieira, journaliste en tv-persoonlijkheid uit de U.S.A.
- 31 - Sylvester Eijffinger, Nederlands econoom
- 31 - Michael Hedges, Amerikaans gitarist (overleden 1997)

### datum onbekend
- Armand Amar, Frans componist
- Ina van der Beek, Nederlands auteur
- Henri Beunders, Nederlands historicus en publicist
- Kees Christiaanse, Nederlands architect en stedenbouwkundige
- Jaap van Donselaar, Nederlands cultureel antropoloog (overleden 2024)
- Liesbeth van Erp, Nederlands schrijfster (zie ook Liza van Sambeek)
- Hans Galesloot, Nederlands scenarioschrijver
- Ate de Jong, Nederlands filmregisseur en -producent
- René Michaux, Belgisch rijkswachter in de zaak-Dutroux (overleden 2009)
- Muchtar Pakpahan, Indonesisch journalist, vakbondsvoorzitter en mensenrechtenverdediger (overleden 2021)
- Ron van Roon, Nederlands grafisch ontwerper
- Suze Sanders, Nederlands (deels Drentstalig) dichteres
- Ryszard Turbiasz, Belgisch acteur
- Djoeke Veeninga, Nederlands journaliste en programmamaakster
- Joost Veerkamp, Nederlands illustrator en graficus
- Lief Vleugels, Belgisch schrijfster en dichteres

## Weerextremen in België
- 16 januari: Aanvriezende regen veroorzaakt chaos in het hele land.
- 31 januari: Tijdens de nacht van 31 januari op 1 februari: hevige noordwesterstorm en springtij veroorzaken catastrofale overstromingen in België en in Nederland. Een aantal dijken breekt met overstromingen in de kuststeden. In Oostende vallen meerdere doden. Ook belangrijke overstromingen in het Land van Waas, in Melsele en Kallo. Tijdens de nacht windstoten tot 115 km/h in Oostende en 122 km/h in Antwerpen. 10-tal doden in België. 1800 doden in Nederland.
- 1 februari: In Ardennen echte blizzard, die bijna 48 uur duurt en meerdere dorpen van de buitenwereld afsnijdt. De sneeuwlaag bereikt dikte van 56 cm in Spa-Malchamps, 64 cm in Saint-Hubert en meer dan een meter in de Hoge Venen.
- 9 februari: 1,15 meter sneeuw in Botrange (Waimes), dikste sneeuwlaag van de eeuw in België.
- maart: Maart met laagste luchtdruk: 1001,6 hPa (normaal 1014,9 hPa).
- 2 juni: Sneeuw in Hoge Venen.
- 24 juni: Grootste dagelijks neerslagtotaal van de eeuw in België: in minder dan 12 uur is er 242 mm neerslag in Herbesthal (Lontzen).
- 30 juni: In 1 uur 40 minuten 83 mm neerslag in Roucourt (Péruwelz).
- herfst: Herfst met laagste neerslagtotaal: 75,8 mm (normaal 210,5 mm).
- 4 december: Temperatuurmaximum tot 15,0 °C in Stavelot en 16,9 °C in Gerdingen (Bree).
- 6 december: Temperatuurmaximum tot 14,4 °C op de Baraque Michel (Jalhay).[2]